# Emma av Italien
 Emma av Italien, född 948, död efter 986, var en drottning av Frankrike; gift med Lothar av Frankrike.

## Biografi
Emma var dotter till Lothar II av Italien och Adelaide av Italien.
Giftermålet med Lothar av Frankrike ägde rum 965. 
Emma anklagades 977 av sin svåger Karl av Nedre Lothringen för att ha begått äktenskapsbrott med biskop Ascelin av Laon. Emma och Ascelin förklarades dock oskyldiga av synoden i Sainte-Macre under ledning av ärkebiskop Adalberon av Rheims, och Karl tvingades fly. 
Emma övertalade maken att kröna sonen Ludvig till samregent. Vid makens död 986 tvingades Emma och Ascelin av Ludvig att lämna hovet. Hon tros ha dött i ett kloster i Burgund.